# Galantee show

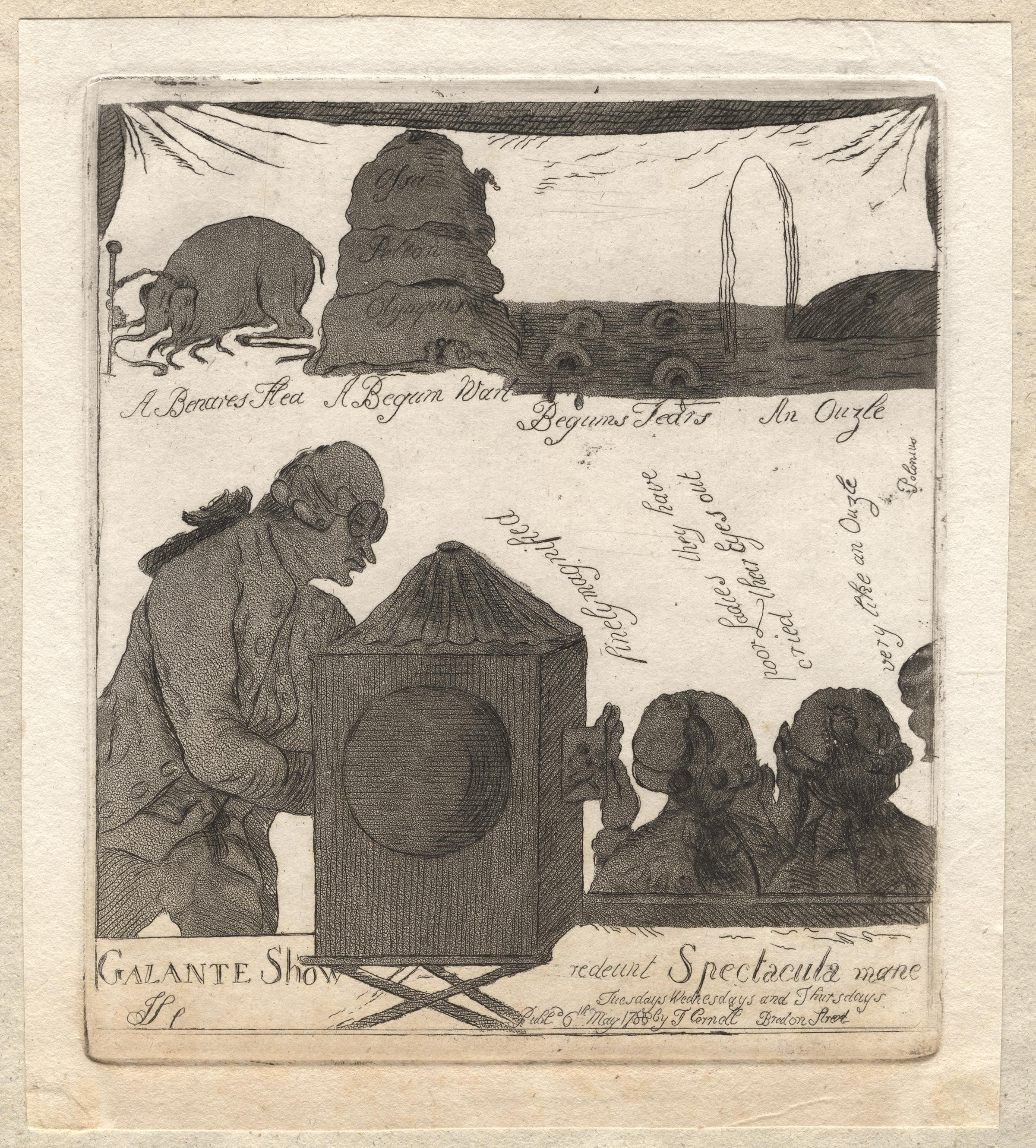
Galante show de Thomas Cornell publicat el 1788

Els Galantee Show són espectacles semblants a les ombres xineses que es van posar de moda al principi de la Londres victoriana dels anys 1790. Molts començaven com a espectacles de titelles que s'acabaven convertint en jocs d'ombres al aparèixer la llum de la nit.

## Història
Durant els primers anys del segle xix, la demanda de 'showmen' de llanternes màgiques itinerants, la majoria italians, era el més comú als carrers de les ciutats més importants d'Europa durant els mesos d'hivern, sobretot al nadal. El nom que se li va donar a aquest entreteniment a Anglaterra va ser Galantee Show, que derivava de la pronunciació estrangera de 'Galante so'. Els 'showmen' normalment portaven un orgue portàtil i la seva capsa màgica i viatjaven en parelles, un home tocant l'orgue i l'altre exhibint les transparències.
Normalment actuaven a cases privades de la noblesa on eren convidats, i l'espectacle es representava sobre algun llençol o sobre una superfície blanca i llisa com el sostre o una paret.